# Marchesato di Mantova
Il Marchesato di Mantova fu uno stato preunitario italiano. Posto sotto la sovranità dei Gonzaga fin dalla sua erezione nel 1433, fu ulteriormente promosso a ducato nel 1530.

## Storia

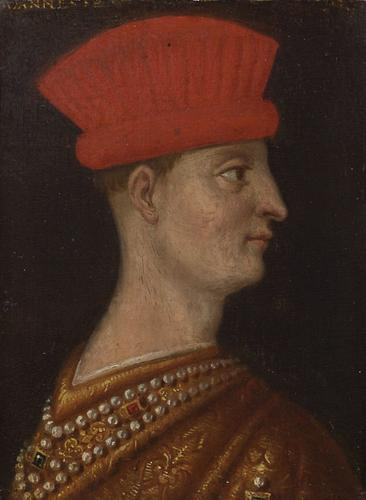
Gianfrancesco Gonzaga, primo marchese di Mantova

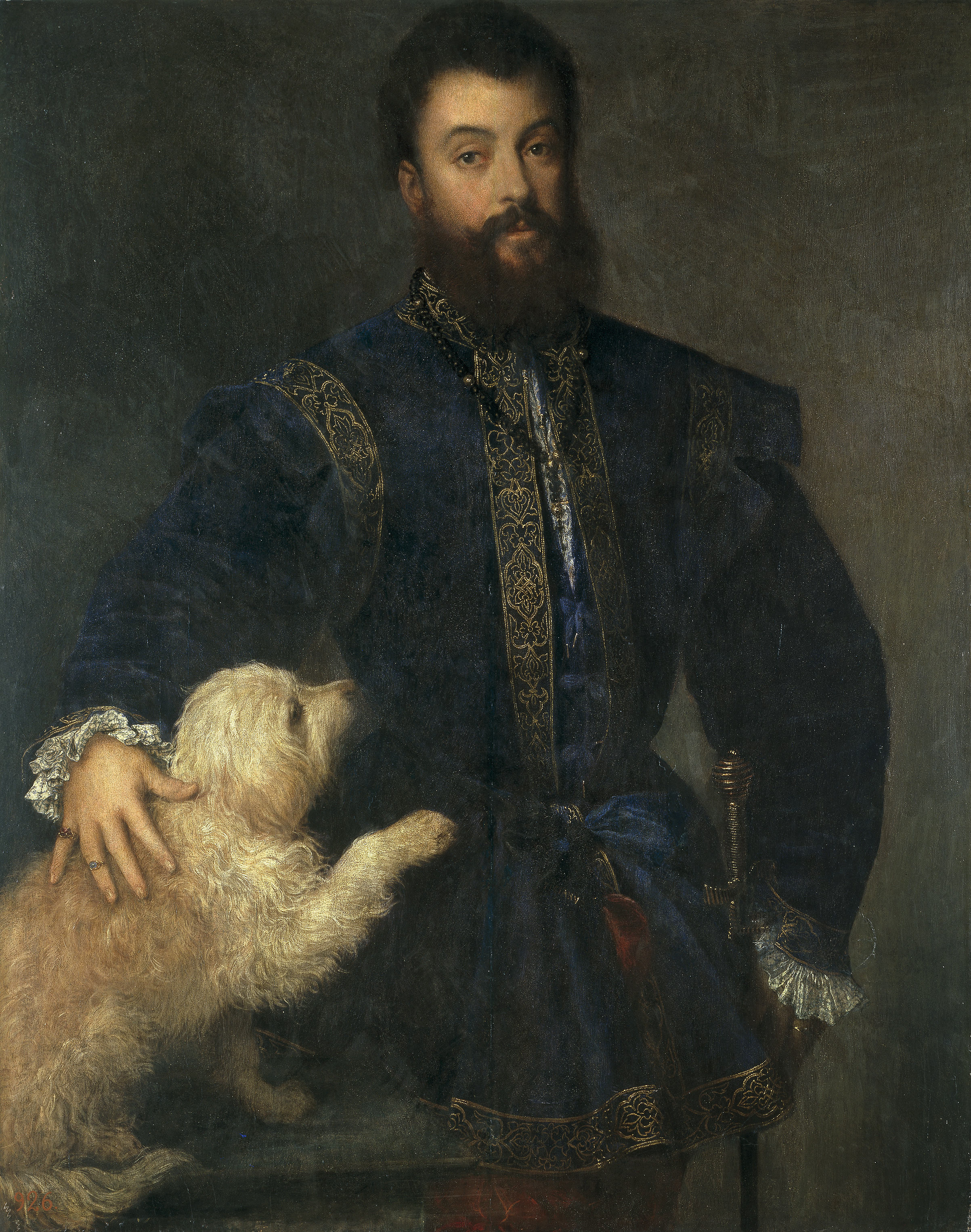
Federico II Gonzaga, V marchese e I duca di Mantova

Nel 1274 Pinamonte Bonacolsi prese il potere della città di Mantova come Capitano del Popolo. La sua casata governò Mantova per un secolo, rendendola prospera e ricca di bellezze artistiche.
Il 16 agosto 1328 Rinaldo Bonacolsi, ultimo della dinastia, fu ucciso da Luigi Gonzaga con l'appoggio di Cangrande I della Scala, signore di Verona. Il Gonzaga venne eletto Capitano del Popolo nel 1328. Iniziava con lui il dominio della famiglia Gonzaga sulla città che sarà destinato a durare quattrocento anni. Per volere di Luigi vennero costruite nuove mura e diede impulso all'architettura della città. Gli succedette il figlio Guido che fu impegnato a difendere la città dagli attacchi dei Visconti. Ludovico I, eliminò molti dei suoi parenti e strinse amicizia con i Visconti di Milano. Facendo sposare il figlio Francesco, IV capitano del popolo, ad Agnese Visconti, figlia del potente Bernabò.
Il Marchesato di Mantova ebbe inizio con  Gianfrancesco I Gonzaga che, con il pagamento di 12.000 fiorini d'oro, nel 1433 venne nominato primo marchese dall'Imperatore Sigismondo, del quale aveva fatto sposare la nipote Barbara di Brandeburgo con il suo primogenito. Iniziava con Gianfrancesco l'espansione territoriale della famiglia, sino ad occupare alcune terre di confine dell'odierno Alto Mantovano, tolte ai bresciani, e i territori di Ostiano e Isola Dovarese, strappate ai cremonesi.
Lo stemma dei Gonzaga si arricchì della croce in rosso accantonata dalle quattro aquile.
Dal 1444 al 1478 governò Ludovico III che segnò un primo culmine nella vita artistica cittadina. Alla sua corte furono chiamati artisti di rilievo come Andrea Mantegna, Luca Fancelli e Leon Battista Alberti che lasciarono un marchio indelebile nella storia di Mantova.
Nel suo breve marchesato (1478-1484) Federico I consolidò la linea di amicizia con gli Sforza, militando anche come comandante delle truppe milanesi.
Il quarto marchese, Francesco II, rinnovò l'alleanza con gli Estensi grazie al matrimonio con Isabella d'Este, una delle donne più importanti del Rinascimento e del mondo culturale italiano del suo tempo.
Con Federico II, succeduto al padre Francesco come quinto ed ultimo marchese di Mantova nel 1519, la città conobbe un altro periodo di splendore. Di lui si ricorda l'edificazione di Palazzo Te ad opera di Giulio Romano e l'abbellimento del Palazzo Ducale.
Con Federico terminava la storia del Marchesato di Mantova, durata un secolo e prendeva vita il 25 marzo 1530, con la nomina dalle mani dell'imperatore Carlo V, il Ducato di Mantova, destinato a durare sino al 1708.

## Marchesi di Mantova
| 1433-1444 | Gianfrancesco Gonzaga sino al 1433 signore di Mantova | (1395-1444) |
| 1444-1478 | Ludovico Gonzaga                                      | (1412-1478) |
| 1478-1484 | Federico Gonzaga                                      | (1441-1484) |
| 1484-1519 | Francesco II Gonzaga                                  | (1466-1519) |
| 1519-1530 | Federico II Gonzaga dal 1530 duca di Mantova          | (1500-1540) |